# Olympische Sommerspiele 1988/Leichtathletik – 1500 m (Männer)

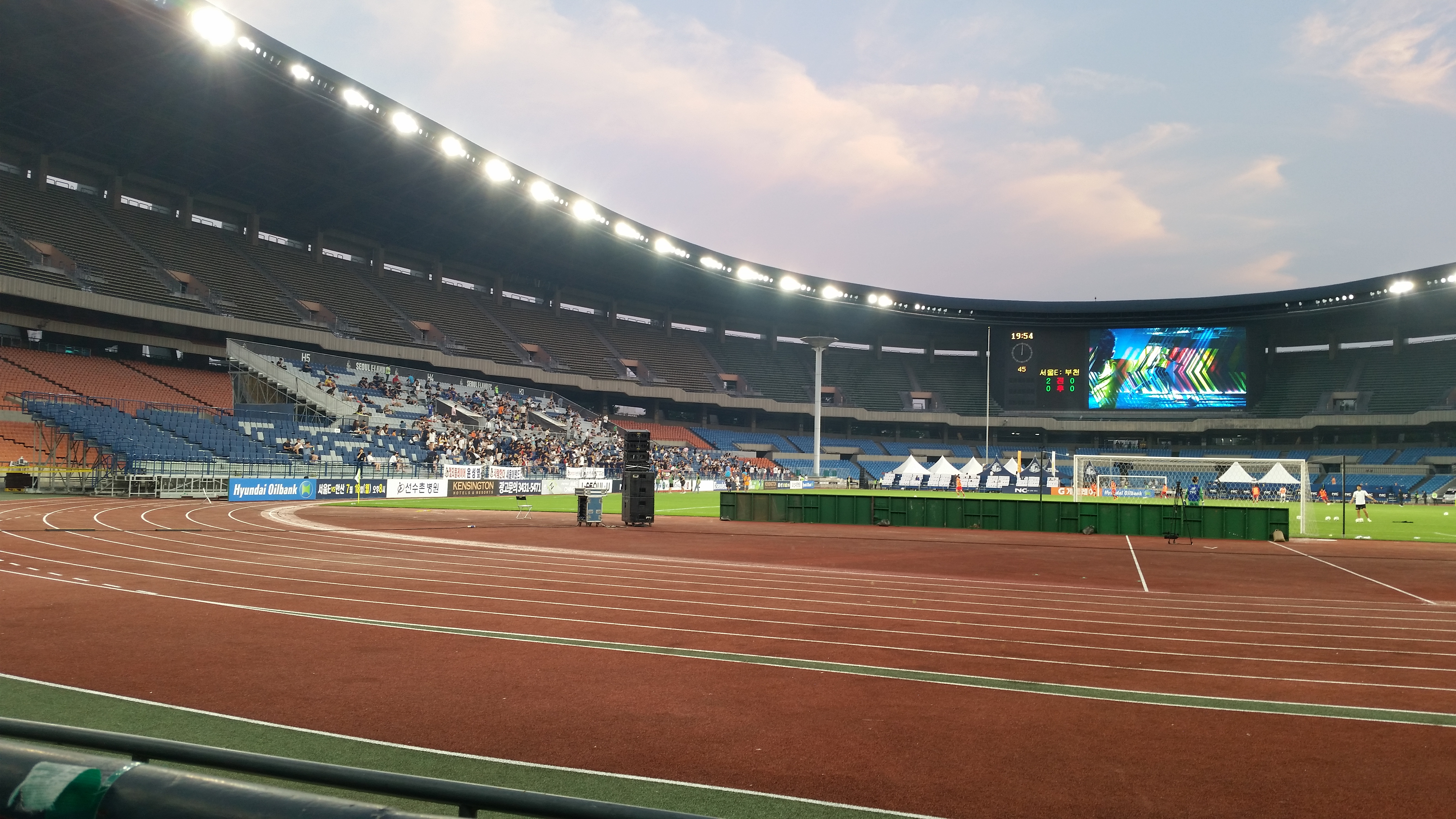
Innenraum des Olympiastadions im Jahr 2016

Der 1500-Meter-Lauf der Männer bei den Olympischen Spielen 1988 in Seoul wurde vom 29. September bis zum 1. Oktober 1988 in drei Runden im Olympiastadion Seoul ausgetragen. 59 Athleten nahmen teil.
Olympiasieger wurde der Kenianer Peter Rono. Er gewann vor dem Briten Peter Elliott und Jens-Peter Herold aus der DDR.
Mit Markus Hacksteiner, Marco Rapp und Peter Wirz nahmen drei Schweizer am Wettbewerb teil. Rapp scheiterte in der Vorrunde, Hacksteiner und Wirz scheiterten im Halbfinale, wobei Wirz sein Halbfinalrennen nicht beenden konnte.

Läufer aus der Bundesrepublik Deutschland, Österreich und Liechtenstein nahmen nicht teil.

## Aktuelle Titelträger
| Olympiasieger 1984                      | Sebastian Coe ( Großbritannien)     | 3:32,53 min | Los Angeles 1984  |
| Weltmeister 1987                        | Abdi Bile ( Somalia)                | 3:36,80 min | Rom 1987          |
| Europameister 1986                      | Steve Cram ( Großbritannien)        | 3:41,09 min | Stuttgart 1986    |
| Panamerikanischer Meister 1987          | Joaquim Cruz ( Brasilien)           | 3:47,34 min | Indianapolis 1987 |
| Zentralamerika und Karibik-Meister 1987 | Raúl Mesa ( Kuba)                   | 3:46,17 min | Caracas 1987      |
| Südamerika-Meister 1987                 | Gilson Wiggers ( Brasilien)         | 3:46,62 min | São Paulo 1987    |
| Asienmeister 1987                       | Duan Xiuquan ( Volksrepublik China) | 3:45,11 min | Singapur 1987     |
| Afrikameister 1988                      | Getahun Ayana ( Äthiopien)          | 3:42,77 min | Annaba 1988       |

## Bestehende Rekorde
| Weltrekord         | 3:29,46 min | Saïd Aouita ( Marokko)          | Berlin, BR Deutschland (heute Deutschland) | 23. August 1985 |
| Olympischer Rekord | 3:32,53 min | Sebastian Coe ( Großbritannien) | Finale OS Los Angeles, USA                 | 11. August 1984 |

Der bestehende olympische Rekord wurde bei diesen Spielen nicht erreicht. Im schnellsten Rennen, dem Finale, verfehlte Olympiasieger Peter Rono aus Kenia mit seinen 3:35,96 min den Rekord um 3,43 Sekunden. Zum Weltrekord fehlten ihm 6,50 Sekunden.

## Vorrunde
Datum: 29. September 1988
Die Athleten traten zu insgesamt vier Vorläufen an. Für das Halbfinale qualifizierten sich pro Lauf die ersten fünf Athleten. Darüber hinaus kamen die sechs Zeitschnellsten, die sogenannten Lucky Loser, weiter. Die direkt qualifizierten Athleten sind hellblau, die Lucky Loser hellgrün unterlegt.

### Vorlauf 1

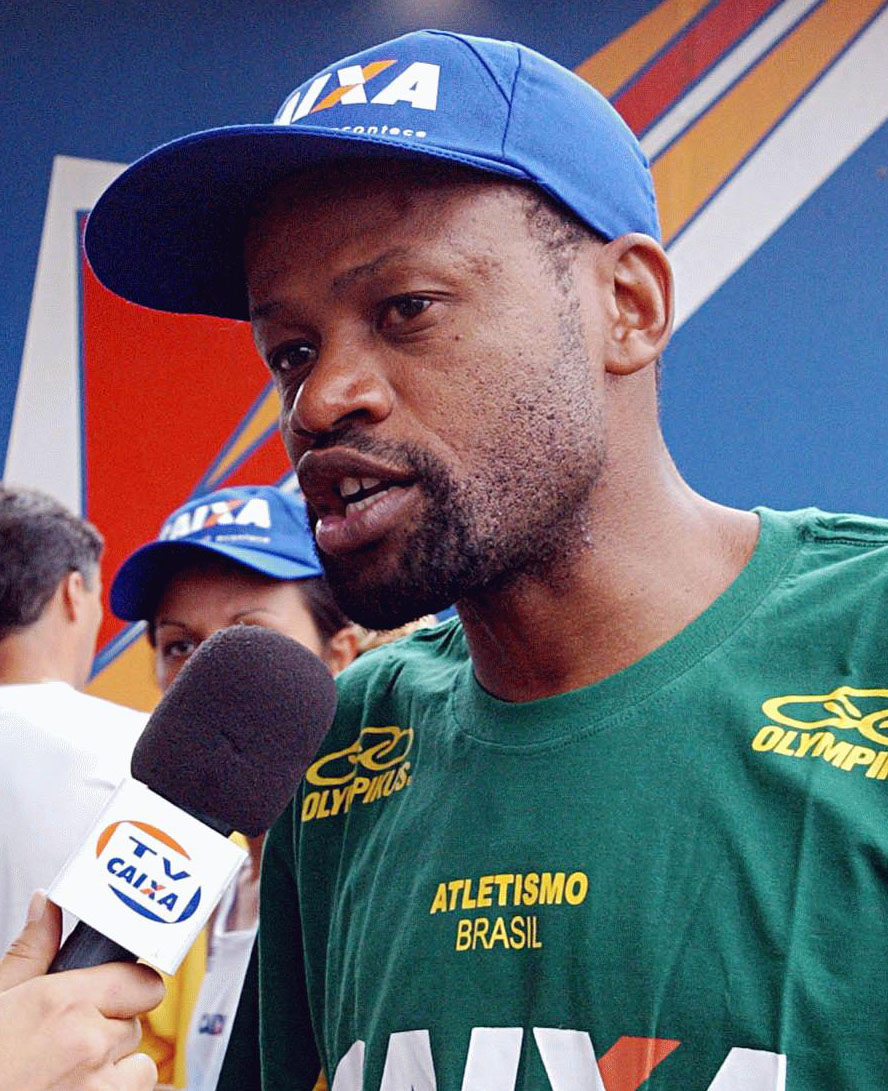
Der Olympiasechste über 800 Meter José Luíz Barbosa erreichte als Achter seines Vorlaufs nicht das Halbfinale

15:15 Uhr
| Platz | Name                | Nation         | Zeit        |
| ----- | ------------------- | -------------- | ----------- |
| 1     | Steve Cram          | Großbritannien | 3:40,89 min |
| 2     | Steve Scott         | USA            | 3:41,57 min |
| 3     | Remi Geoffroy       | Frankreich     | 3:41,68 min |
| 4     | Joseph Chesire      | Kenia          | 3:41,72 min |
| 5     | Gennaro Di Napoli   | Italien        | 3:41,85 min |
| 6     | Marcus O’Sullivan   | Irland         | 3:42,01 min |
| 7     | Ari Suhonen         | Finnland       | 3:43,61 min |
| 8     | José Luíz Barbosa   | Brasilien      | 3:44,46 min |
| 9     | Branko Zorko        | Jugoslawien    | 3:45,52 min |
| 10    | Michael Watson      | Bermuda        | 3:46,49 min |
| 11    | Melford Homela      | Simbabwe       | 3:47,38 min |
| 12    | Hoche Yaya Aden     | Dschibuti      | 3:51,56 min |
| 13    | Eugénio Katombi     | Angola         | 3:54,25 min |
| 14    | Modupe Jonah        | Sierra Leone   | 3:55,15 min |
| 15    | Mohamed Ould Khayar | Mauretanien    | 4:12,18 min |

### Vorlauf 2
15:20 Uhr
| Platz | Name               | Nation              | Zeit        |
| ----- | ------------------ | ------------------- | ----------- |
| 1     | Kipkoech Cheruiyot | Kenia               | 3:39,98 min |
| 2     | Mark Deady         | USA                 | 3:41,91 min |
| 3     | Mogens Guldberg    | Dänemark            | 3:42,01 min |
| 4     | Saïd Aouita        | Marokko             | 3:42,18 min |
| 5     | Mário Silva        | Portugal            | 3:42,24 min |
| 6     | Marco Rapp         | Schweiz             | 3:42,64 min |
| 7     | David Campbell     | Kanada              | 3:42,97 min |
| 8     | Mohamed Suleiman   | Katar               | 3:44,43 min |
| 9     | Duan Xiuquan       | Volksrepublik China | 3:44,88 min |
| 10    | Patrick Scammell   | Australien          | 3:45,21 min |
| 11    | Jama Mohamed Aden  | Somalia             | 3:49,84 min |
| 12    | Ramón López        | Paraguay            | 3:53,31 min |
| 13    | Kenneth Dzekedzeke | Malawi              | 4:02,61 min |
| 14    | Bernardo Elonga    | Äquatorialguinea    | 4:16,40 min |
| DNS   | Nimely Twegbe      | Liberia             |             |

### Vorlauf 3
15:25 Uhr
| Platz | Name               | Nation           | Zeit        |
| ----- | ------------------ | ---------------- | ----------- |
| 1     | Peter Rono         | Kenia            | 3:37,65 min |
| 2     | Jeff Atkinson      | USA              | 3:38,33 min |
| 3     | Peter Elliott      | Großbritannien   | 3:38,60 min |
| 4     | Markus Hacksteiner | Schweiz          | 3:39,05 min |
| 5     | Moustafa Lachaal   | Marokko          | 3:39,20 min |
| 6     | Rachid Kram        | Algerien         | 3:39,90 min |
| 7     | Joaquim Cruz       | Brasilien        | 3:40,92 min |
| 8     | Mbiganyi Thee      | Botswana         | 3:41,97 min |
| 9     | Spyros Spyrou      | Zypern           | 3:42,32 min |
| 10    | Gerald O’Reilly    | Irland           | 3:43,23 min |
| 11    | Jo Jin-saeng       | Südkorea         | 3:45,63 min |
| 12    | Jan Kubista        | Tschechoslowakei | 3:46,41 min |
| 13    | Moses Zarak Khan   | Fidschi          | 4:03,20 min |
| 14    | Awad Saleh Ahmed   | Nordjemen        | 4:03,86 min |
| 15    | John Siguria       | Papua-Neuguinea  | 4:07,04 min |

### Vorlauf 4
15:30 Uhr
| Platz | Name                    | Nation              | Zeit        |
| ----- | ----------------------- | ------------------- | ----------- |
| 1     | Jens-Peter Herold       | DDR                 | 3:40,87 min |
| 2     | Han Kulker              | Niederlande         | 3:40,90 min |
| 3     | Steve Crabb             | Großbritannien      | 3:41,12 min |
| 4     | Peter Wirz              | Schweiz             | 3:41,26 min |
| 5     | Omer Khalifa            | Sudan               | 3:41,46 min |
| 6     | Abdel Majid Moncef      | Marokko             | 3:41,73 min |
| 7     | Mahmoud El-Kalboussi    | Tunesien            | 3:43,72 min |
| 8     | Dale Jones              | Antigua und Barbuda | 3:51,22 min |
| 9     | Mohamed Barak al-Dosari | Saudi-Arabien       | 3:51,33 min |
| 10    | Eulucane Ndagijimana    | Ruanda              | 3:51,61 min |
| 11    | Josep Gralls            | Andorra             | 3:52,68 min |
| 12    | Zeki Öztürk             | Türkei              | 3:54,26 min |
| 13    | Douglas Consiglio       | Kanada              | 3:55,31 min |
| 14    | Seid Gayaplé            | Tschad              | 3:58,46 min |
| 15    | Hari Bahadur Rokaya     | Nepal               | 4:07,04 min |

## Halbfinale
Datum: 30. September 1988
Für das Finale qualifizierten sich pro Lauf die jeweils ersten fünf Athleten. Darüber hinaus kamen die zwei Zeitschnellsten, die sogenannten Lucky Loser, weiter. Die direkt qualifizierten Athleten sind hellblau, die Lucky Loser hellgrün unterlegt.

### Lauf 1

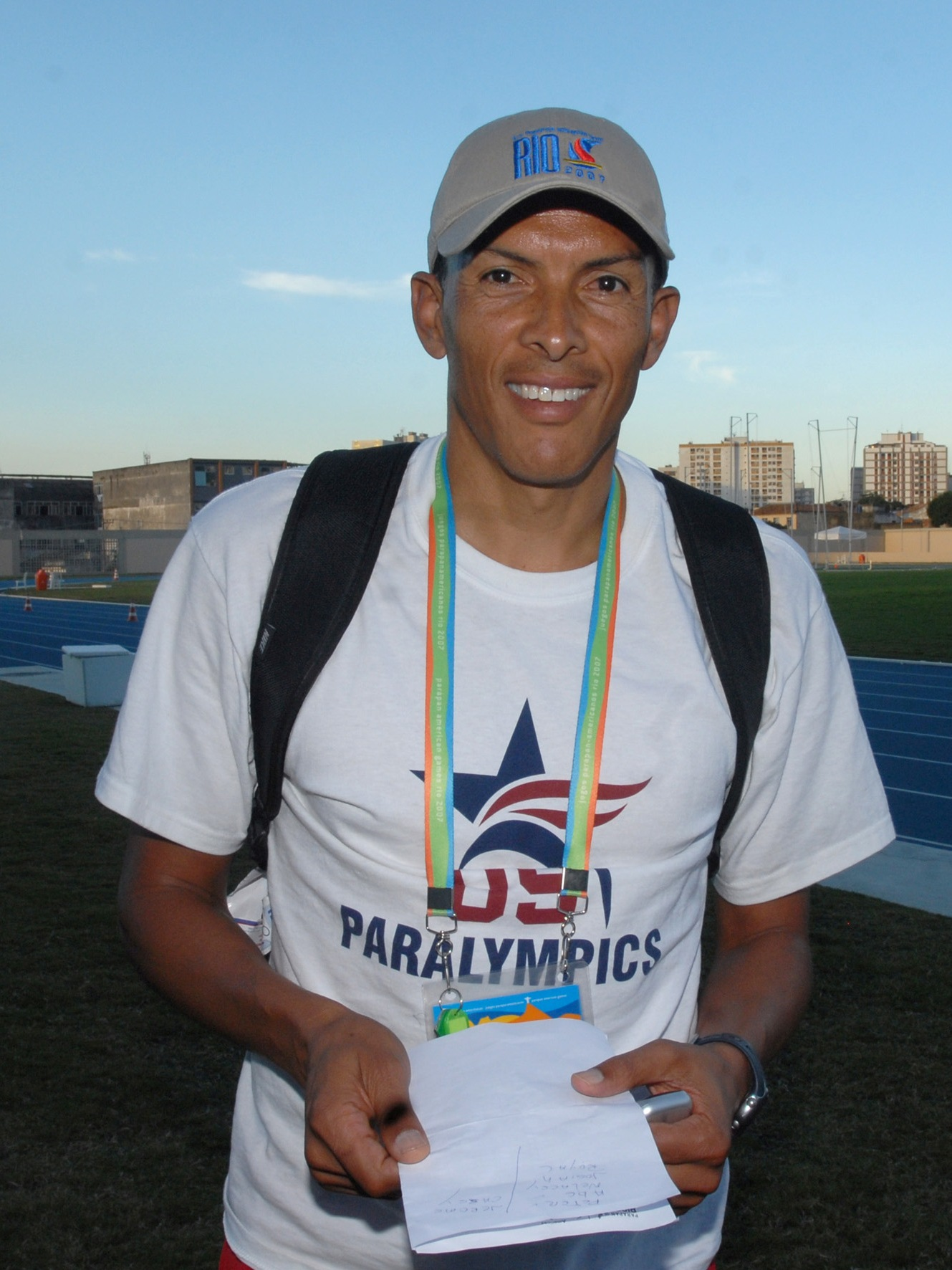
Joaquim Cruz (Foto: 2007) – über 800 Meter Olympiazweiter – trat zum Halbfinale nicht an

12:40 Uhr
| Platz | Name               | Nation         | Zeit        |
| ----- | ------------------ | -------------- | ----------- |
| 1     | Kipkoech Cheruiyot | Kenia          | 3:38,09 min |
| 2     | Steve Cram         | Großbritannien | 3:38,30 min |
| 3     | Peter Elliott      | Großbritannien | 3:38,56 min |
| 4     | Han Kulker         | Niederlande    | 3:39,06 min |
| 5     | Jeff Atkinson      | USA            | 3:39,12 min |
| 6     | Joseph Chesire     | Kenia          | 3:39,17 min |
| 7     | Mogens Guldberg    | Dänemark       | 3:39,86 min |
| 8     | Remi Geoffroy      | Frankreich     | 3:40,96 min |
| 9     | Rachid Kram        | Algerien       | 3:41,39 min |
| 10    | Spyros Spyrou      | Zypern         | 3:43,49 min |
| DNF   | Abdel Majid Moncef | Marokko        |             |
| DNF   | Peter Wirz         | Schweiz        |             |
| DNS   | Joaquim Cruz       | Brasilien      |             |

### Lauf 2

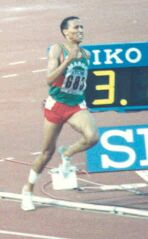
Saïd Aouita – sechs Tage zuvor Dritter über 800 Meter – trat zum zweiten Halbfinale nicht an

12:50 Uhr
| Platz | Name               | Nation         | Zeit        |
| ----- | ------------------ | -------------- | ----------- |
| 1     | Steve Scott        | USA            | 3:38,20 min |
| 2     | Peter Rono         | Kenia          | 3:38,25 min |
| 3     | Omer Khalifa       | Sudan          | 3:38,40 min |
| 4     | Mário Silva        | Portugal       | 3:38,56 min |
| 5     | Jens-Peter Herold  | DDR            | 3:38,59 min |
| 6     | Marcus O’Sullivan  | Irland         | 3:38,84 min |
| 7     | Markus Hacksteiner | Schweiz        | 3:39,18 min |
| 8     | Mark Deady         | USA            | 3:39,47 min |
| 9     | Steve Crabb        | Großbritannien | 3:39,55 min |
| 10    | Mbiganyi Thee      | Botswana       | 3:42,62 min |
| 11    | Gennaro Di Napoli  | Italien        | 3:43,58 min |
| 12    | Moustafa Lachaal   | Marokko        | 3:45,65 min |
| DNS   | Saïd Aouita        | Marokko        |             |

## Finale
Datum: 1. Oktober 1988, 13:10 Uhr
| Platz | Name               | Nation         | Zeit        |
| ----- | ------------------ | -------------- | ----------- |
| 1     | Peter Rono         | Kenia          | 3:35,96 min |
| 2     | Peter Elliott      | Großbritannien | 3:36,15 min |
| 3     | Jens-Peter Herold  | DDR            | 3:36,21 min |
| 4     | Steve Cram         | Großbritannien | 3:36,24 min |
| 5     | Steve Scott        | USA            | 3:36,99 min |
| 6     | Han Kulker         | Niederlande    | 3:37,08 min |
| 7     | Kipkoech Cheruiyot | Kenia          | 3:37,94 min |
| 8     | Marcus O’Sullivan  | Irland         | 3:38,39 min |
| 9     | Mário Silva        | Portugal       | 3:38,77 min |
| 10    | Jeff Atkinson      | USA            | 3:40,80 min |
| 11    | Joseph Chesire     | Kenia          | 3:40,82 min |
| 12    | Omer Khalifa       | Sudan          | 3:41,07 min |

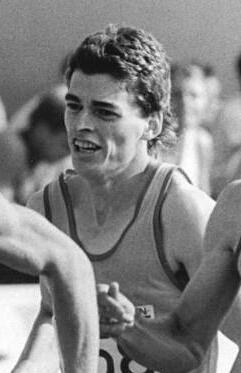
Jens-Peter Herold – errang die Bronzemedaille

Für das Finale hatten sich alle drei Kenianer qualifiziert. Das Feld wurde durch zwei Briten, zwei US-Amerikaner und jeweils einen Läufer aus der DDR, Irland, den Niederlanden, Portugal und dem Sudan komplettiert.
Als Favorit galt der Marokkaner Saïd Aouita, der allerdings wegen einer Verletzung an der Achillessehne schon auf das Halbfinale hatte verzichten müssen. Der somalische Weltmeister Abdi Bile hatte wegen eines Ermüdungsbruches des Schienbeines gar nicht erst in Seoul antreten können. Daher fiel die Favoritenrolle dem Briten Steve Cram zu, der als erster Athlet drei Mal in Folge in ein olympisches Finale über 1500 Meter einzog. Stärkste Rivalen waren sein Landsmann Peter Elliott, hier in Seoul Vierter über 800 Meter, sowie die im Halbfinale überzeugenden Steve Scott aus den USA und die beiden Kenianer Peter Rono und Kipkoech Cheruiyot.
Das Finalrennen war zu Beginn nicht besonders schnell. Mit dem Iren Marcus O’Sullivan an der Spitze wurde die erste Runde in 59,65 s gelaufen. Nach siebenhundert Metern übernahm Rono die Führung, die 800-Meter-Zwischenzeit lautete 2:00,31 min – das Tempo war sogar noch ein bisschen mehr verschleppt worden. Das Feld war entsprechend noch dicht zusammen mit dem US-Amerikaner Jeff Atkinson an zweiter Stelle vor Cheruiyot und Cram. Zu Beginn der letzten Runde forcierte Rono, bei 1200 Metern lautete die Zwischenzeit 2:56,69 min. Es war also schneller geworden (zweite Runde: 57,04 s). Auf der Gegengeraden hatten sich Elliott und Jens-Peter Herold aus der DDR nach vorne geschoben und liefen dicht hinter Rono. Auch Cram war als Vierter noch mit dabei im Kampf um die Medaillen, während Atkinson zurückfiel. In dieser Reihenfolge ging es auf die Zielgerade. Dort wurde es nun ganz eng. Rono hielt seine Führung, Herold war zwischenzeitlich Zweiter und Cram schob sich immer näher heran. Auf der Ziellinie siegte schließlich Peter Rono knapp vor Peter Elliott und Jens-Peter Herold, der sich gegen Steve Cram im Kampf um Bronze gerade noch durchsetzen konnte. Fünfter wurde der US-Amerikaner Steve Scott, Sechster der Niederländer Han Kulker.

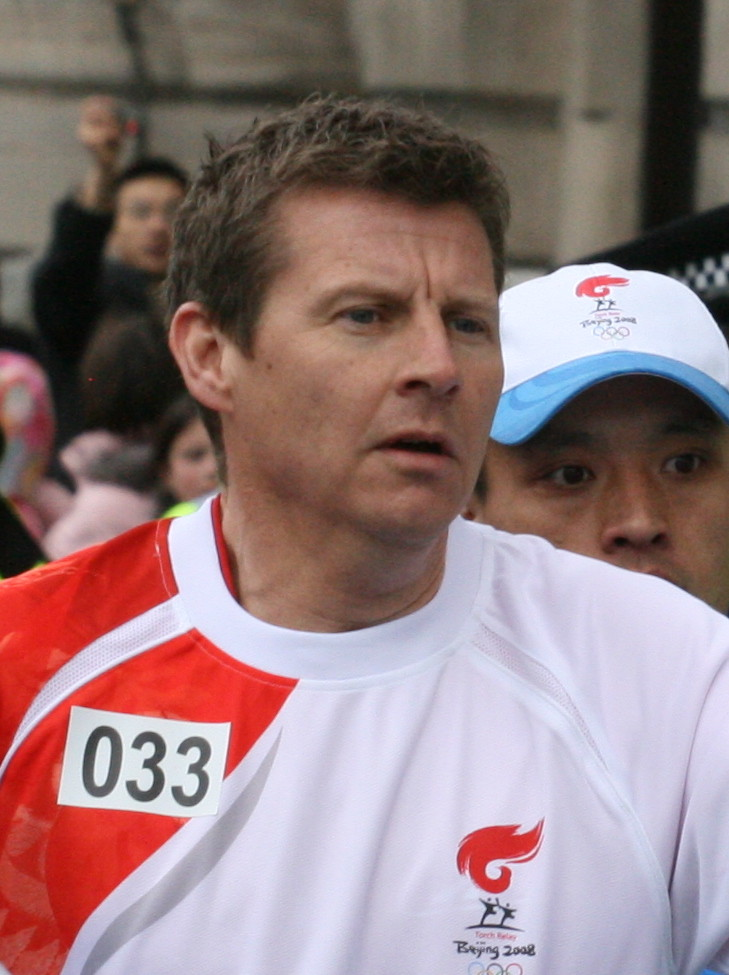
Steve Cram – unter anderem Olympiasieger von 1984 – kam auf den vierten Platz
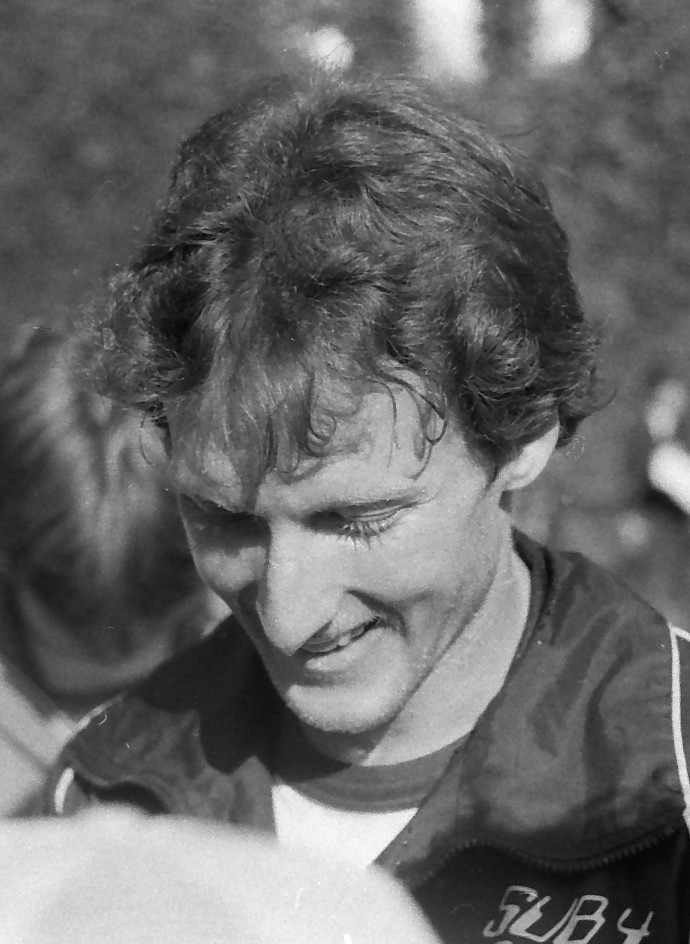
Steve Scott wurde Olympiafünfter
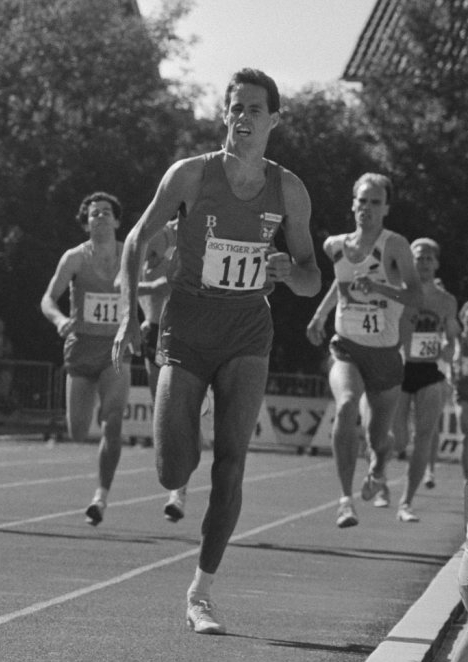
Im Vordergrund Han Kulker, der im Finale den sechsten Platz belegte
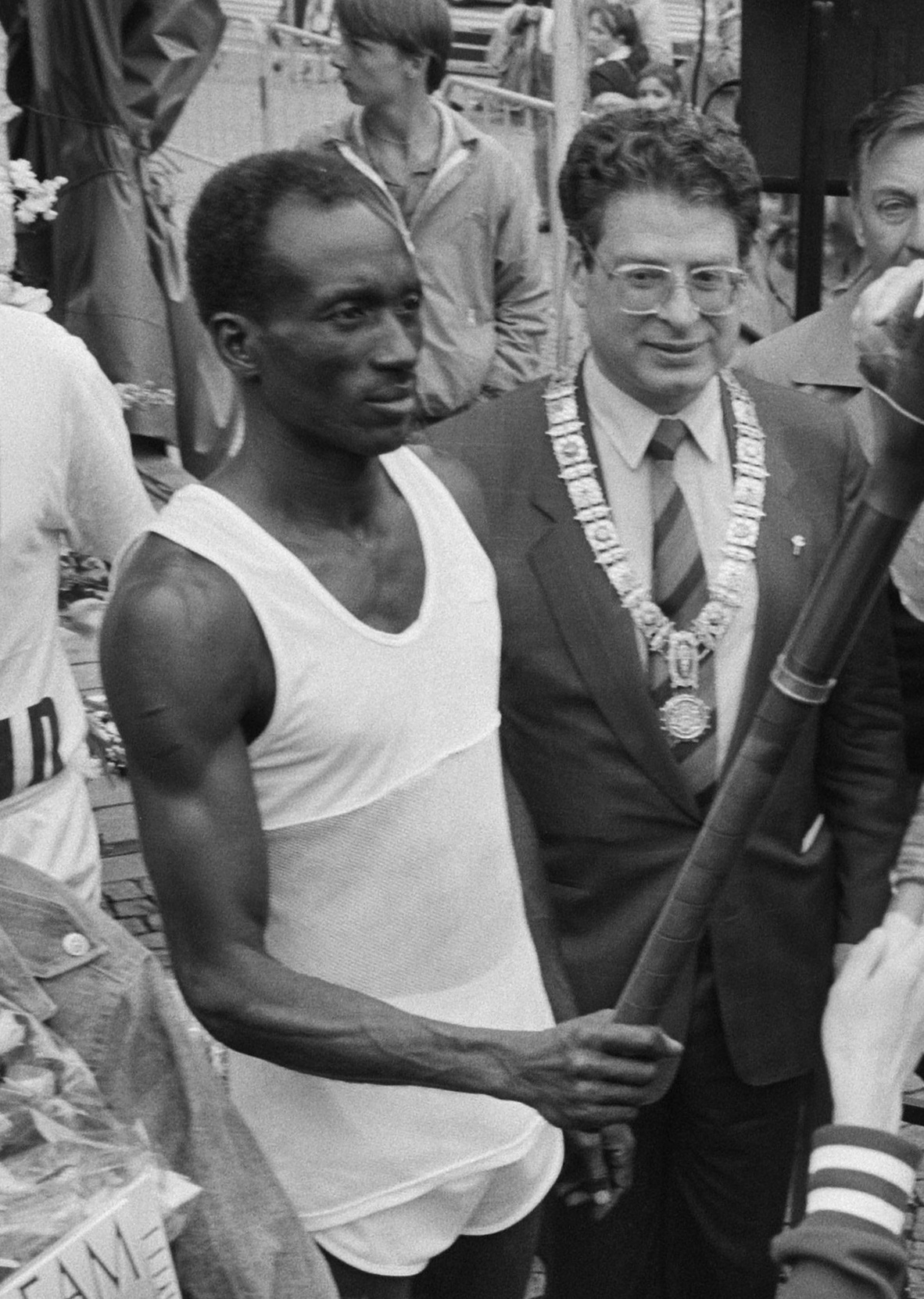
Der zwölftplatzierte Omer Khalifa

## Video
- 1988 Olympic 1500m Final, youtube.com, abgerufen am 26. November 2021

- 1500m Final Men - 1988, veröffentlicht am 5. April 2012 auf youtube.com, abgerufen am 23. Januar 2018